# Ruido
El ruido es la sensación auditiva inarticulada, generalmente desagradable. En el medio ambiente, se define como todo lo molesto para el oído o, más exactamente, como todo sonido no deseado. Desde ese punto de vista, la más excelsa música puede ser calificada como ruido por aquella persona que en cierto momento no desee oírla.
En el ámbito de la comunicación sonora, se define como ruido a todo sonido no deseado que interfiere en la comunicación entre las personas o en sus actividades.
Cuando se utiliza la expresión ruido como sinónimo de contaminación acústica, se está haciendo referencia a un ruido (sonido), con una intensidad alta (o una suma de intensidades), que puede resultar incluso perjudicial para la salud humana. Contra el ruido excesivo se usan tapones para los oídos y orejeras (cascos para las orejas, los cuales contienen una electrónica que disminuye los ruidos exteriores, disminuyéndolos o haciendo que su audición sea más agradable), para así evitar la pérdida de audición (que, si no se controla, puede provocar la sordera).

## Medición
El sonido se mide en función de la amplitud y la frecuencia de una onda sonora. La amplitud mide la fuerza de la onda. La energía de una onda sonora se mide en decibelios (dB), la medida de volumen, o intensidad de un sonido; esta medida describe la amplitud de una onda sonora. Los decibelios se expresan en una escala logarítmica. Por otro lado, el tono describe la frecuencia de un sonido y se mide en hercios (Hz).
El principal instrumento para medir los sonidos en el aire es el Sound Level Meter. Hay muchas variedades diferentes de instrumentos que se utilizan para medir el ruido - Dosímetros de ruido se utilizan a menudo en entornos ocupacionales, los monitores de ruido se utilizan para medir el ruido ambiental y la contaminación acústica, y recientemente las aplicaciones (apps) de sonómetros basadas en smartphone se están utilizando para realizar crowdsourcing y mapear el ruido recreativo y comunitario.
La ponderación A se aplica a un espectro sonoro para representar el sonido que el ser humano es capaz de escuchar en cada frecuencia. La presión sonora se expresa así en términos de dBA. 0 dBA es el nivel más bajo que una persona puede oír. Las voces normales se sitúan en torno a los 65 dBA. Un concierto de rock puede rondar los 120 dBA.

## Caracterización
Para una descripción más detallada de un sonido, intervienen el curso temporal, su tonalidad (el espectro sonoro), el efecto de perturbación y su origen. Muchos sonidos tienen denominaciones especiales.
Los estudios de sonido clasifican básicamente tres tipos diferentes de sonidos como componentes de una esfera: Sonidos básicos, sonidos de señal y sonidos de orientación. Los sonidos básicos son sonidos que están determinados por el paisaje, el mundo animal, el entorno (tráfico, etc.) y el clima y, por tanto, se convierten rápidamente en hábitos de escucha. Los sonidos de señalización son sonidos de contornos claros que pueden utilizarse para transmitir mensajes (por ejemplo, cuerno de caza, campanas, sirenas). Por último, los sonidos de orientación son ruidos característicos que no transmiten un mensaje concreto, pero que tienen características que los hacen identificables y notables para una persona: por ejemplo, el sonido de hinchazón de un camión o el rasgueo de un piano.
Los sonidos, especialmente de los dispositivos técnicos, tienen un contexto histórico porque la producción y el uso de los dispositivos se limitan a períodos de tiempo específicos.

### Curso de tiempo
Según el tipo de curso temporal, se pueden distinguir los sonidos temporales de estacionario y los de estacionario.
- Un sonido estacionario no cambia su carácter durante un periodo de tiempo prolongado o cambia muy poco. Algunos ejemplos son: El sonido de una cascada, la lluvia que cae, el sonido de un ventilador.
- Los sonidos temporalmente transitorios cambian su carácter con el tiempo o sólo están presentes durante un corto periodo de tiempo. Ejemplos: Ladridos de perros, golpes de martillo, sonido de un motor rugiendo.

### Tonalidad y espectro
El espectro de un sonido describe los componentes de frecuencia que contiene el sonido. Se puede distinguir entre los sonidos tonales y los ruidosos de banda ancha.
- En un ruido tonal, una frecuencia domina. Por lo tanto, se puede asignar un tono. Algunos ejemplos son: Silbato de máquina de vapor, ruido de hélice, flauta de pan.
- Los sonidos de banda ancha no tienen una frecuencia dominante. Sin embargo, ciertos rangos de frecuencia suelen ser más pronunciados, por lo que se puede asignar un timbre.
- El rango de transición entre el ruido y el sonido se denomina tonalidad desde el punto de vista de los ruidos y afecta especialmente a las máquinas que funcionan periódicamente.

### Efecto de perturbación
Un ruido puede causar una perturbación psicológica. El efecto perturbador de un sonido depende sobre todo de que sea deseado o buscado. Por ejemplo, un mismo ruido (como el de un motor o el de la tecnología de sonido analógica) puede percibirse como agradable y deseable o como molesto. Los sonidos no deseados se denominan ruido. El efecto perturbador aumenta sobre todo con el volumen. Pero también el aumento de tonalidad (un ruido tonal es más molesto), con el aumento de la instación (un sonido que fluctúa temporalmente es más perturbador) y con contenido informativo (por ejemplo, en el habla o la música) puede aumentar un efecto perturbador.
En algunos casos, los sonidos antes molestos se producen sintéticamente tras la reinterpretación, contrarrestando así los aspectos que antes reducían el sonido molesto:
- En realidad, los coches eléctricos deseablemente silenciosos funcionan con el ruido del motor para compensar la seguridad en el tráfico mediante una mejor audibilidad.
- En realidad, la digital sin ruido Las grabaciones de sonido se mezclan posteriormente con el ruido de la analógica tecnología de sonido o el crujido de los discos de vinilo, o el cambio de tono a la manera de una cinta magnética con una velocidad de avance que no se mueve a un ritmo constante, por ejemplo en baja fidelidad.

Los sonidos designados como ruido no suelen ser útiles, como los ventiladores de la calefacción, los lavavajillas y el susurro de las hojas. Sin embargo, la música o un discurso de los transeúntes del entorno pueden perfectamente ser percibidos como un sonido o incluso como un ruido.

## Efectos en la salud
Algunos efectos del ruido sobre la salud:
- Enfermedades fisiológicas: Se pueden producir en el trabajo o ambientes sonoros en torno a los 100 decibelios, algunas tan importantes como la pérdida parcial o total de la audición.
- Enfermedades psíquicas: Producidas por exceso de ruido, se pueden citar el estrés, las alteraciones del sueño, disminución de la atención, depresión, falta de rendimiento o agresividad.
- Enfermedades sociológicas: Alteraciones en la comunicación, el rendimiento, etc.
- Enfermedades patológicas: Alteraciones en el metabolismo.
- Enfermedades radiásticas: Alteraciones en los músculos.[cita requerida]

El estudio del ruido, la vibración y la severidad en un sistema se denomina NVH. Estos estudios van orientados a medir y modificar los parámetros que le dan nombre y que se dan en vehículos a motor, de forma más detallada, en coches y camiones.
Por el contrario los ruidos son también sonidos simples o complejos pero disarmónicos y de muy alta intensidad, generando intolerancia o dolor al oído y una sensación de displacer al individuo.

## Límites
Los entornos con más de 65 decibelios (dB) se consideran inaceptables.
En España, los ciclomotores no pueden superar en más de 4 dB el nivel de emisión sonora de su ficha de homologación.
Por debajo de 80 dB el oído humano no presenta alteraciones definitivas. Estos niveles generan molestias pasajeras denominadas fatiga auditiva, donde los elementos transductores (oído interno) no sufren problemas definitivos.
Cuando la intensidad supera los 90 dB comienzan a aparecer lesiones irreversibles cuanto mayor sea la exposición y la susceptibilidad personal.

## Regulación

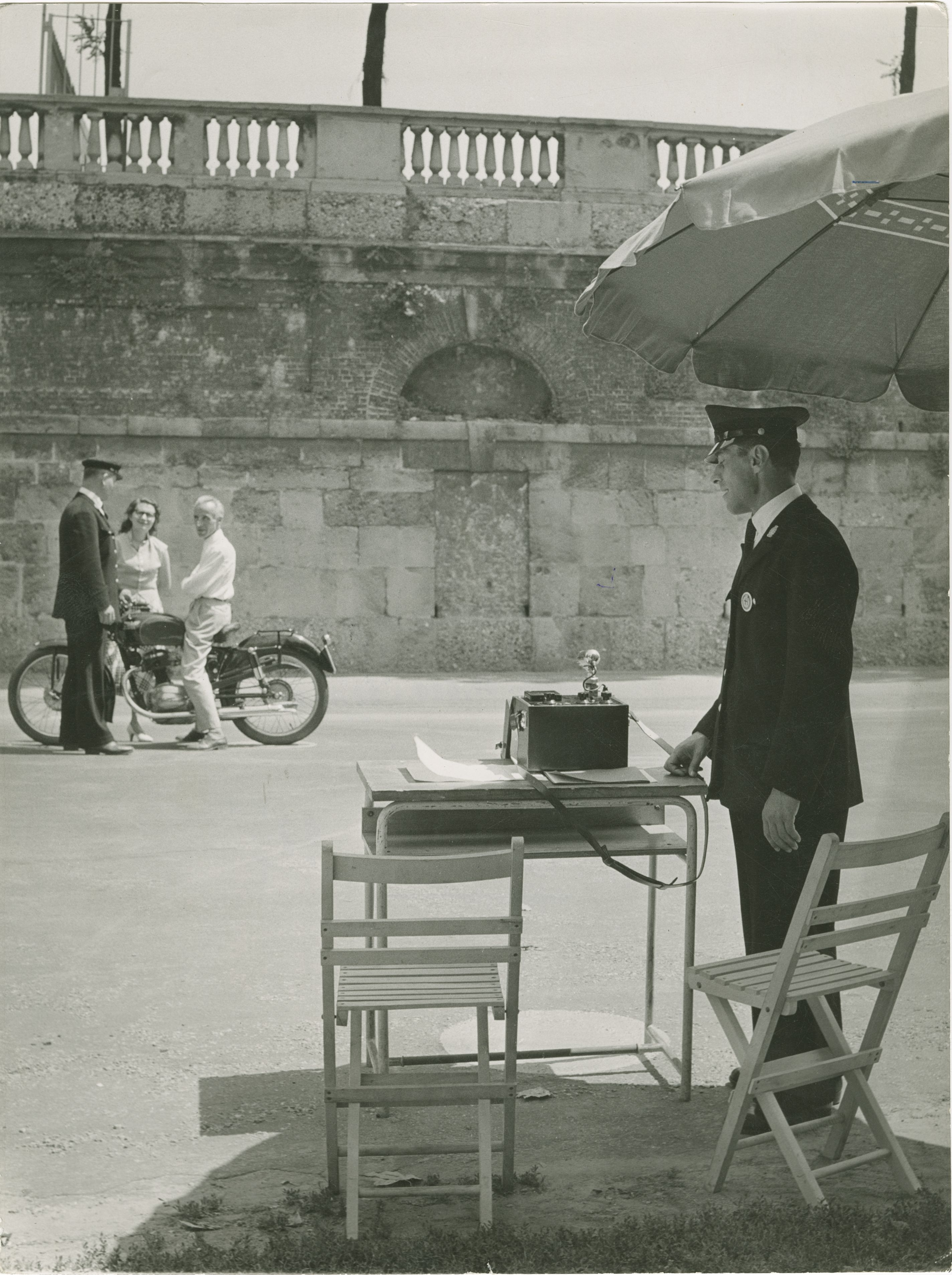
La policía urbana de Milán mientras utiliza un instrumento de medición del ruido para el control fonométrico en las calles de la ciudad en 1955

Ciertas zonas geográficas u ocupaciones específicas pueden correr un mayor riesgo de estar expuestas a niveles de ruido constantemente elevados; la regulación puede evitar resultados negativos para la salud. La regulación del ruido incluye leyes o directrices relativas a la transmisión del sonido establecidas por los niveles de gobierno nacional, estatal o provincial y municipal. El ruido ambiental se rige por leyes y normas que establecen los niveles máximos de ruido recomendados para usos específicos del suelo, como las zonas residenciales, las áreas de excepcional belleza natural o las escuelas. Estas normas suelen especificar la medición mediante un filtro de ponderación, casi siempre con ponderación A.

### Estados Unidos
En 1972 se aprobó la Ley de Control del Ruido para promover un entorno de vida saludable para todos los estadounidenses, donde el ruido no suponga una amenaza para la salud humana. Los principales objetivos de esta política eran: (1) establecer la coordinación de la investigación en el ámbito del control del ruido, (2) establecer normas federales sobre la emisión de ruido para los productos comerciales, y (3) promover la concienciación pública sobre la emisión y la reducción del ruido.
La Ley de Comunidades Silenciosas de 1978 promueve programas de control del ruido a nivel estatal y local y desarrolló un programa de investigación sobre el control del ruido. Ambas leyes autorizaron a la Agencia de Protección Ambiental a estudiar los efectos del ruido y a evaluar las regulaciones relativas al control del ruido.
El Instituto Nacional de Seguridad y Salud Ocupacional (NIOSH) ofrece recomendaciones sobre la exposición al ruido en el lugar de trabajo. En 1972 (revisado en 1998), el NIOSH publicó un documento en el que se describían las normas recomendadas en relación con la exposición ocupacional al ruido, con el fin de reducir el riesgo de desarrollar una pérdida auditiva permanente relacionada con la exposición en el trabajo. Esta publicación fijó el límite de exposición recomendado (REL) de ruido en un entorno laboral en 85 dBA durante 8 horas utilizando una tasa de cambio de 3 dB (cada aumento de 3 dB en el nivel, la duración de la exposición debe reducirse a la mitad, es decir, 88 dBA durante 4 horas, 91 dBA durante 2 horas, 94 dBA durante 1 hora, etc.). Sin embargo, en 1973 la Administración de Seguridad y Salud en el Trabajo (OSHA) mantuvo el requisito de una media de 8 horas de 90 dBA. Al año siguiente, la OSHA exigió a los empresarios que ofrecieran un programa de conservación de la audición a los trabajadores expuestos a una media de 85 dBA en jornadas de 8 horas.

### Europa
La Agencia Europea de Medio Ambiente regula el control y la vigilancia del ruido en la Unión Europea. La Directiva sobre el ruido ambiental se estableció para determinar los niveles de exposición al ruido, aumentar el acceso del público a la información relativa al ruido ambiental y reducir el ruido ambiental. Además, en la Unión Europea, el ruido submarino es un contaminante según la Directiva Marco sobre la Estrategia Marina. (MSFD). La MSFD exige a los Estados miembros de la UE que alcancen o mantengan el buen estado ambiental, lo que significa que la "introducción de energía, incluido el ruido submarino, se realice a niveles que no afecten negativamente al medio marino".

## Protección laboral

Trabajador utilizando protección contra el ruido.

El lugar donde las personas están más expuestas al ruido es su lugar de trabajo. Desde 1963, el ruido es objeto de un cuadro de enfermedades profesionales (cuadro 42 para el régimen general y 46 para el régimen agrícola). Por ello, está cubierta por la normativa del Código de Trabajo de Francia sobre la prevención de las enfermedades profesionales (artículos L.4121-1 a L4121-5). En 2006 se modificó la normativa, en particular reduciendo los umbrales a partir de los cuales la empresa está obligada a tomar medidas preventivas. El Código de Trabajo obliga al empresario a prevenir los riesgos laborales actuando lo antes posible sobre el entorno de trabajo, por un lado, y evaluando los que quedan, por otro.
El objetivo es limitar al máximo el ruido emitido por las máquinas (artículo R. 4312-1 del Código del Trabajo y anexo I mencionado en este artículo) y fomentar el tratamiento acústico de los locales de trabajo desde su diseño (artículos R. 4213-5 a 4213-6 del Código del Trabajo, que establecen las obligaciones de los propietarios de los proyectos).
La medición de los niveles de ruido puede ser solicitada por el empresario, el Comité de Salud, Seguridad y Condiciones de Trabajo, las autoridades de salud laboral o la inspección de trabajo. Puede ser realizada por la Caisse d'assurance retraite et de la santé au travail o por un organismo acreditado por el Comité de Acreditación francés o un organismo europeo equivalente.
La normativa laboral francesa considera que la acción preventiva debe aplicarse a partir de una exposición de 8 horas a un nivel de ruido de 80 dB. Por encima de este límite, o si el nivel máximo supera 135 dB, el director de la obra debe organizar medidas preventivas, y se debe establecer una protección individual o colectiva contra el ruido
Según el Instituto Nacional Francés de Investigación y Seguridad, los niveles de ruido por debajo de 80 dB, con una exposición prolongada, pueden causar fatiga, estrés, ansiedad, trastornos de la atención del sueño, trastornos cardiovasculares, hipertensión, fatiga auditiva manifestada por zumbidos o silbidos (acúfenos), interrumpir la comunicación, la concentración, desviar la atención... y provocar accidentes de trabajo. Por encima de 80 dB, el ruido puede causar zumbidos en los oídos y una disminución temporal de la audición, pero esto puede revertirse en unos días o semanas, siempre que la persona no se exponga de nuevo durante este periodo. A partir de la 140 dB, un ruido repentino puede provocar una brutal sordera total o parcial, reversible o no.
Aunque el ruido fue durante mucho tiempo la segunda causa de enfermedad profesional, desde hace varios años no es así: en 2011 la CNAMTS reconoció e indemnizó a 973 víctimas del ruido laboral El ruido sigue siendo una de las principales molestias en el lugar de trabajo. En 2011, según las estadísticas de la Caja Nacional de Pritección contra enfermedades de los trabajadores asalariados, se declararon y reconocieron 973 enfermedades profesionales relacionadas con el ruido, es decir, un aumento del 1,8 % respecto a 2010. Si la ley obliga a protegerse contra el ruido cuando la exposición media 80 dB dura 8 horas, todavía hay que avanzar; en 2005 en Francia, el 6,8 % de los trabajadores estaban expuestos durante largos periodos a más de 85 dB (el umbral máximo tolerado es 87 dB).
Algunas sustancias químicas, denominadas otóxicas, pueden aumentar los efectos traumáticos del ruido, e incluso provocar sordera.

### Protecciones

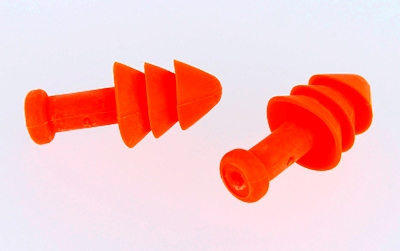
Tapones de oídos.

Los trabajadores pueden protegerse con dispositivos individuales, mientras que los empresarios pueden, y en algunos casos están obligados, a instalar sistemas de aislamiento acústico, ya sea alrededor de las fuentes de ruido o en los puestos de trabajo y áreas de descanso.